# Чаклов (район Вранов-над-Топлёу)
Чаклов (словац. Cabov) — село и одноимённая община в округе Вранов-над-Топлёу Прешовского края Словакии.

## История
Впервые упоминается в 1282 году.
В селе есть римо-католический костел с 1864 года.

## Население
| Год:                | 1994 | 2004     | 2014     | 2024    |
| ------------------- | ---- | -------- | -------- | ------- |
| Количество человек: | 2013 | 2264     | 2552     | 2774    |
| Разница:            |      | +12,46 % | +12,72 % | +8,69 % |

Национальный состав населения (по данным последней переписи населения 2001 года):
- словаки — 67,50 %,
- цыгане — 31,30 %,
- чехи — 0,42 %,
- венгры — 0,05 %.

Состав населения по принадлежности к религии состоянию на 2001 год:
- римо-католики — 72,11 %,
- протестанты — 19,71 %,
- греко-католики — 4,29 %,
- православные — 0,23 %,
- не считают себя верующими или не принадлежат к одной вышеупомянутой конфессии — 2,22 %.